# Ormslev Sogn
Ormslev Sogn er et sogn i Århus Søndre Provsti (Århus Stift).
I 1800-tallet var Kolt Sogn anneks til Ormslev Sogn. Begge sogne hørte til Ning Herred i Aarhus Amt. Ormslev-Kolt sognekommune blev ved kommunalreformen i 1970 indlemmet i Aarhus Kommune.
I Ormslev Sogn ligger Ormslev Kirke og herregården Constantinsborg.
I sognet findes følgende autoriserede stednavne:
- Constantinsborg (ejerlav, landbrugsejendom)
- Kunnerup (bebyggelse, ejerlav)
- Ormslev (bebyggelse, ejerlav)
- Rishøj (bebyggelse)
- Åbo (bebyggelse, ejerlav)
- Åbo Knude (bebyggelse)
- Stavtrup (Bebyggelse) – blev overført fra Kolt Sogn i 1988 for at udligne forskellen i sognestørrelse.